# Damien Perquis (1986)
Damien Perquis (Saint-Brieuc, 8 maart 1986) is een Frans voetbaldoelman die voor Saint-Amand FC speelt.

## Carrière
Damien Perquis speelde in de jeugd van Stade Rennais en Stade Brestois, waar hij van 2004 tot 2007 in het tweede elftal speelde en enkele wedstrijden als reservekeeper bij het eerste elftal op de bank zat. Na een seizoen bij de amateurclub AS Beauvais Oise keerde hij terug in het betaald voetbal bij SM Caen. In zijn eerste seizoenen speelde hij vooral in het tweede elftal, en kwam hij alleen voor het eerste elftal in actie in wedstrijden om de Coupe de France en Coupe de la Ligue. Nadat Caen in 2012 naar de Ligue 2 degradeerde, werd Perquis eerste keeper. Na twee seizoenen promoveerde Caen weer naar de Ligue 1, waarna Perquis weer reservekeeper werd. Zodoende vertrok hij in 2015 naar Valenciennes FC, waar hij vier jaar lang eerste keeper was. In het seizoen 2019/20 wordt hij verhuurd aan TOP Oss. Hij debuteerde voor TOP op 12 oktober 2019, in de met 2-2 gelijkgespeelde thuiswedstrijd tegen Telstar. Vanaf dat moment was hij de rest van het seizoen 2019/20 eerste keeper bij Oss, met uitzondering van drie wedstrijden waarin Ronald Koeman jr. keepte. Nadat zijn verhuurperiode afliep, vertrok Perquis bij Valenciennes en ging hij bij de amateurclub Saint-Amand FC spelen.

### Statistieken
| Seizoen                       | Club             | Land           | Competitie      | Competitie | Competitie | Beker | Beker | Overig | Overig | Totaal | Totaal |
| Seizoen                       | Club             | Land           | Competitie      | Wed.       | Dlp.       | Wed.  | Dlp.  | Wed.   | Dlp.   | Wed.   | Dlp.   |
| ----------------------------- | ---------------- | -------------- | --------------- | ---------- | ---------- | ----- | ----- | ------ | ------ | ------ | ------ |
| 2004/05                       | Stade Brestois   | Frankrijk      | Ligue 2         | 0          | 0          | 0     | 0     | 0      | 0      | 0      | 0      |
| 2005/06                       | Stade Brestois   | Frankrijk      | Ligue 2         | 0          | 0          | 0     | 0     | 0      | 0      | 0      | 0      |
| 2006/07                       | Stade Brestois   | Frankrijk      | Ligue 2         | 0          | 0          | 0     | 0     | 0      | 0      | 0      | 0      |
| 2007/08                       | AS Beauvais Oise | Frankrijk      | Champ. National | 25         | 0          | 2     | 0     | –      | –      | 27     | 0      |
| 2008/09                       | SM Caen          | Frankrijk      | Ligue 1         | 0          | 0          | 0     | 0     | 0      | 0      | 0      | 0      |
| 2009/10                       | SM Caen          | Frankrijk      | Ligue 2         | 0          | 0          | 3     | 0     | 0      | 0      | 3      | 0      |
| 2010/11                       | SM Caen          | Frankrijk      | Ligue 1         | 0          | 0          | 1     | 0     | 2      | 0      | 3      | 0      |
| 2011/12                       | SM Caen          | Frankrijk      | Ligue 1         | 0          | 0          | 0     | 0     | 0      | 0      | 0      | 0      |
| 2012/13                       | SM Caen          | Frankrijk      | Ligue 2         | 38         | 0          | 0     | 0     | 1      | 0      | 39     | 0      |
| 2013/14                       | SM Caen          | Frankrijk      | Ligue 2         | 38         | 0          | 0     | 0     | 2      | 0      | 40     | 0      |
| 2014/15                       | SM Caen          | Frankrijk      | Ligue 1         | 0          | 0          | 0     | 0     | 2      | 0      | 2      | 0      |
| 2015/16                       | Valenciennes FC  | Frankrijk      | Ligue 2         | 35         | 0          | 1     | 0     | 0      | 0      | 36     | 0      |
| 2016/17                       | Valenciennes FC  | Frankrijk      | Ligue 2         | 36         | 0          | 0     | 0     | 1      | 0      | 37     | 0      |
| 2017/18                       | Valenciennes FC  | Frankrijk      | Ligue 2         | 36         | 0          | 1     | 0     | 0      | 0      | 37     | 0      |
| 2018/19                       | Valenciennes FC  | Frankrijk      | Ligue 2         | 32         | 0          | 1     | 0     | 0      | 0      | 33     | 0      |
| 2019/20                       | → TOP Oss        | Nederland      | Eerste divisie  | 17         | 0          | 0     | 0     | –      | –      | 17     | 0      |
| Carrièretotaal                | Carrièretotaal   | Carrièretotaal | Carrièretotaal  | 257        | 0          | 9     | 0     | 8      | 0      | 274    | 0      |
| Bijgewerkt op 10 januari 2021 |                  |                |                 |            |            |       |       |        |        |        |        |